# Kemin
Kemin, nommée Bystrovka jusqu'en 1992, est une ville du nord-est du Kirghizistan. Sa population était de 10 354 habitants en 2021. C'est notamment la ville natale de l'ancien président du Kirghizistan Askar Akaïev.